# Quercus geminata
Quercus geminata là một loài thực vật có hoa trong họ Cử. Loài này được Small miêu tả khoa học đầu tiên năm 1897.

## Hình ảnh

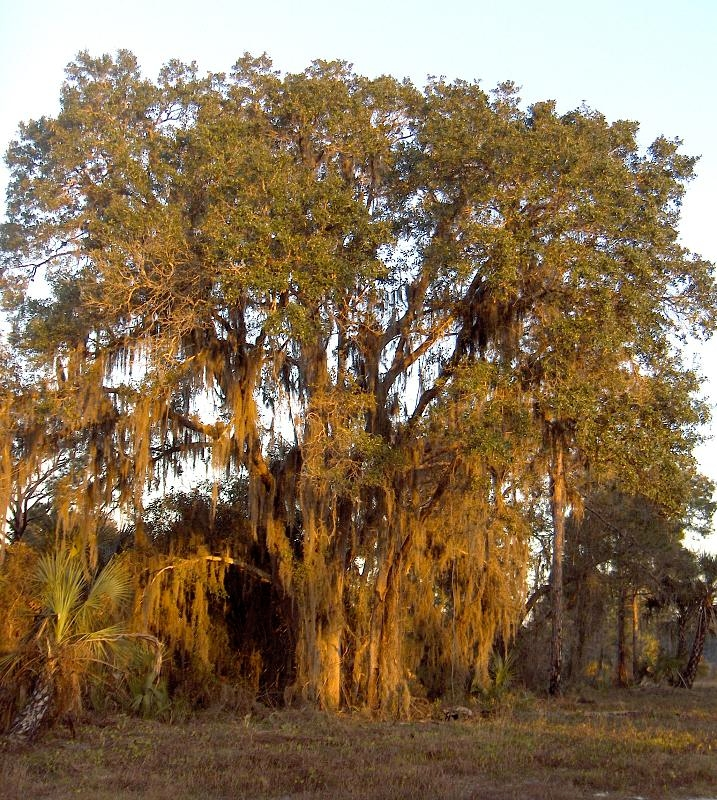
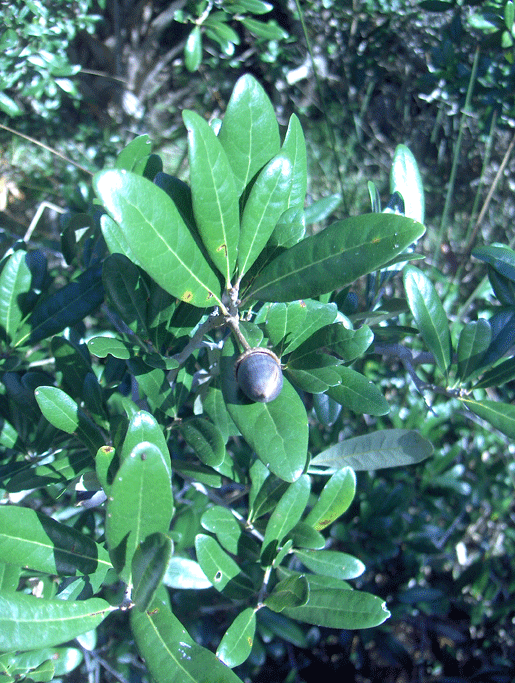
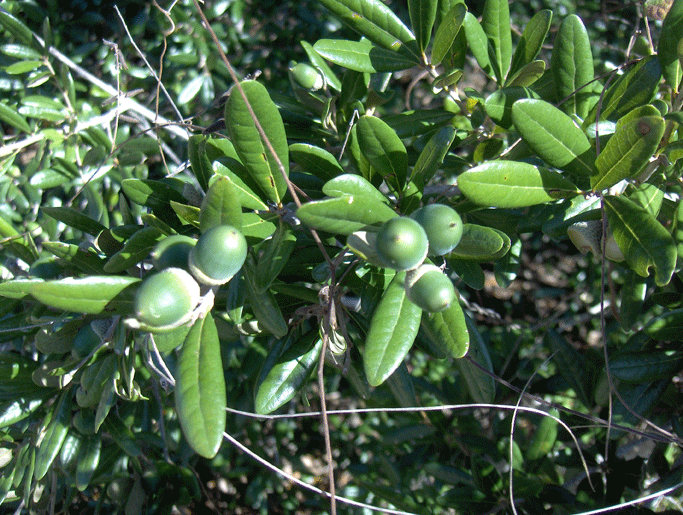
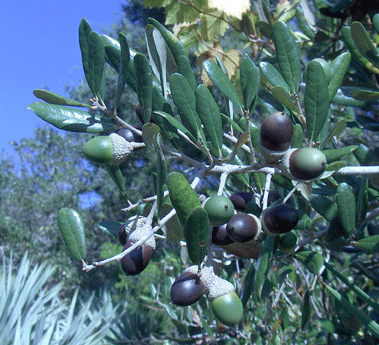